# Османски Турци
Османски Турци (Османлијски Турци; тур. Osmanlı Türkleri), познати и као Турци Османлије или само Османлије, били су туркијски народ из Османског царства (око 1299—1922/1923). Поуздани подаци о раној историји Османских Турака и даље су оскудни, али зна се да су име узели по Осману I (влада око 1299—1326), оснивачу Османске династије која је владала Османским царством 624 године. Раширили су се из свог упоришта у Битинији, а османска кнежевина почела је укључивати друге туркијске муслимане и нетуркијске хришћане. Преласком у Европу 1350-их, доминацијом Средоземљем и заузимањем Константинопоља (пријестонице Византије) 1453, Османски Турци су блокирали све главне копнене путеве између Азије и Европе. Западни Европљани су морали да пронађу друге начине трговине са Истоком.

## Историја
Западу су „Османлије” први пут постале познате у 13. вијеку када су мигрирале из своје домовине у средњој Азији на запад у Румски султанат у Анадолији. Османски Турци оснивали су бејлик у западној Анадолији под Ертугрулом, чија је пријестоница био Согут. Ертугрул, вођа номадског племена Каји, први је успоставио кнежевину као део пропадајућег Селџучког царства. Његов син Осман проширио је кнежевину; Европљани су по њему држави и народу дали назив „Османски”. Османов син Орхан проширио је растуће посједе у царство, заузимањем Никеје (данашњи Изник) и преласком Дарданела 1362. године. Све кованице ископане у Согуту који датирају из периода од два вијека прије Орхана, носе имена владара Илканата. Селџуци су били под суверенитетом Илканата, а касније монголске Тимурове линије. За почетак моћи Османског царства узима се заузимање добро брањене пријестонице смањене Византије 1453. године под командом Мехмеда II Освајача.
Османско царство је током неколико вијекова владало великим дијелом Балкана, Кавказа, Средњег истока (изузев Ирана) и сјеверне Африке, помоћу напредне копнене војске и морнарице. Постојало је до краја Првог свјетског рата, када су га Савезници поразили и подијелили. Након побједе у Турском рату за независност, који је окончан тако што је Турски национални покрет заузео већи дио земље коју су контролисали Савезници, покрет је 1. новембра 1922. укинуо Османски султанат и 29. октобра 1923. прогласио Турску Републику. Покрет је поништио Севрски споразум и водио преговоре о знатно повољнијем Лозанском уговору (1923), чиме је осигурао признавање савремених турских граница, што је познато као Национални завјет (тур. Misak-ı Millî).
Нису све Османлије биле муслимани, нити су сви османски муслимани били Турци, али од 1924, сваки грађанин новоосноване Турске Републике сматрао се „Турчином”. Члан 88. устава из 1924, који је заснован на уставу из 1921, наводи да се под појмом Турчин, као политичким изразом, подразумијевају сви држављани Турске Републике, без разлике или позивања на расу или вјеру.